# گروه سیتی
گروه سیتی (بنگالی: সিটি গ্রুপ) شرکت خوشه‌ای بنگلادشی است، که در سال ۱۹۷۲ تأسیس شد.